# Rally Shalymar
El Rally Shalymar fue una prueba de rally que se disputó anualmente desde 1969 en la Comunidad de Madrid y que fue puntuable para el Campeonato de España de Rally. En sus primeros años fue puntuable para el Campeonato de la Federación Centro y en su último año, 1983, recibió el apelativo Rally Shalymar-Trofeo Valeo. El Rally Valeo se siguió realizando en su lugar y el Shalymar no volvió a organizarse hasta el año 2006 aunque sin formar parte del calendario nacional inicialmente. Entró en el certamen en 2008 donde solo se mantuvo dos ediciones hasta 2009, su último año.
La prueba se organizó en su mayoría a finales de año, lo que permitió que muchos equipos tantos privados como oficiales acudiesen a la cita madrileña como cierre de temporada. La sierra de guadarrama albergó muchos de los tramos del Shalymar como fueron Colmenar-Guadalix, El Espinar, Canencia, La Silla de Felipe II, Morcuera, Valdemaqueda-Hoyo o Arrebatacapas. Los pilotos que participaron en el Shalymar más destacados son: Jorge de Bagration, vencedor en cinco ocasiones, Carlos Sainz, prueba donde debutó como piloto de rally, que ganaría posteriormente en 2007 y de la que es presidente de honor, Lucas Sainz, Genito Ortiz, Beny Fernández, Antonio Zanini o Sergio Vallejo, ganador de las últimas dos ediciones. 

## Historia

### Primera época (1969 - 1983)
En la década de los 60 muchas de las competiciones que se organizaban en la Comunidad de Madrid y alrededores se integraban en el Campeonato Centro de Rally (también conocido como Campeonato de Castilla) organizado por la Federación Centro que cubría gran parte del centro de la península (17 provincias). Por entonces muchos rallies aún mantenían el formato clásico que mezclaba pruebas de regularidad y velocidad. En 1969 los empresarios y amantes del automovilismo José Alberto Dorsch y Santiago Aparicio decidieron organizar el Trofeo Shalymar, un certamen que constaba de tres rallies disputados siempre en sábado por la tarde cuya meta se situaba en frente de la discoteca Shalymar, de la que Dorsch y Aparicio era propietarios. Este concepto de competición, innovador para la época, duró dos años y daría paso en 1971 al Rally Shalymar, ya conformado como rally puro y duro y disputado en el mes de noviembre como cierre de temporada del Campeonato Centro. Los ganadores de aquellas primeras ediciones fueron José Manuel Lencina con un Mini Cooper S y Manuel Fuertes con un SEAT 1430.
En la década de los setenta se convirtió en una de las pruebas más célebres del Campeonato Centro junto a otras como el Critérium de Baviera o el Rally Firestone. Emilio Rodríguez Zapico se llevó la victoria en 1971 con un curioso Proto Chitty, posteriormente hicieron lo propio pilotos habituales del panorama nacional como Luis Sainz, J. Ignacio Villacieros, ambos con el Renault Alpine A110, y León de Cos que le dio la primera victoria al Porsche 911 R, modelo que triunfaría de nuevo en ediciones posteriores.
Jorge de Bagration a bordo de su habitual Lancia Stratos, consiguió en 1976 la primera de las cinco victorias que establecería en el Shalymar. Entremedias, Genito Ortiz lograría la victoria en 1978 con el Chrysler 180 y luego los gallegos Carlos Piñeiro y Beny Fernández se auparon a lo más alto del podio las dos últimas ediciones de la década. En su última año, 1983 la prueba se denominó Rally Shalymar-Trofeo Valeo, debido a la entrada de un nuevo patrocinador, aunque dejó de realizarse y los organizadores continuaron la prueba bajo otro nombre: Rally Valeo.

### Regreso 2006-2009
Tras veintitrés años de ausencia, la escudería Shalymar Competición con el apoyo del Real Automóvil Club de España (RACE) y de la Comunidad de Madrid decidió retomar la prueba y organizó la decimosexta edición los días 24 y 25 de noviembre de 2006. La ceremonia de salida se situó en la explanada del Estadio Santiago Bernabéu y los primeros tramos transcurrieron por Hoyo de Manzanares y Colmenar Viejo. En la lista de inscritos figuraban pilotos habituales del panorama nacional como Enrique García Ojeda, Manuel Rueda, Yeray Lemes o José Marbán mientras que Carlos Sainz y Juanjo Lacalle estuvieron presentes como vehículo cero a bordo de un Porsche 996 GT3. El itinerario,  de 147,72 km, constaba de once tramos y visitaba las localidades de Canencia, Lozoya, Navafría, 
La Cabrera, Valdemanco, Bustarviejo, Miraflores de la Sierra, Bustarviejo, Valdemanco, La Cabrera, Torrelaguna, Patones, El Atazar e incluso el Circuito del Jarama. El ganador fue Enrique García Ojeda que se impuso con su Peugeot 206 S1600 acompañado en el podio por Yeray Lemes (Mitsubishi Lancer Evo IX) y Ángel Doménech (Subaru Impreza STi Spec C).
En 2007 la lista de inscritos contaba con noventa participantes donde destacaban Carlos Sainz y Luis Moya con un Škoda Fabia WRC, en esta ocasión como participantes, Rubén Gracia (Mitsubishi Lancer Evo VII), Eloy Entrecanales (Porsche 996 GT3), Daniel Marbán (Citroën Saxo S1600) o Alberto San Segundo (Mitsubishi Lancer Evo VIII). El itineario contaba con doce tramos repartidos en 155,66 km en total que recorría las habituales localidades de Puerto de Canencia, Puerto de Navafría, el Jarama, La Cabrera o el Robledillo. El punto de partida y el reagrupamiento estuvo centralizado en el Circuito del Jarama. Sainz se impuso con clara superioridad con el Škoda Fabia WRC, sacando más de cinco minutos de ventaja sobre el segundo clasificado, Francisco Javier Paz con el Mitsubishi Lancer Evo IX seguido de Daniel Marbán que terminó en el tercer puesto. La anécdota negra la protagonizaron Manuel Monroy y Antonio González que sufrieron un aparatoso accidente con su Subaru Impreza STi. A pesar de que Monroy sobrevivió, su copiloto permaneció ingresado en coma durante varios meses. Aunque llegó a despertarse del coma falleció dos años después.

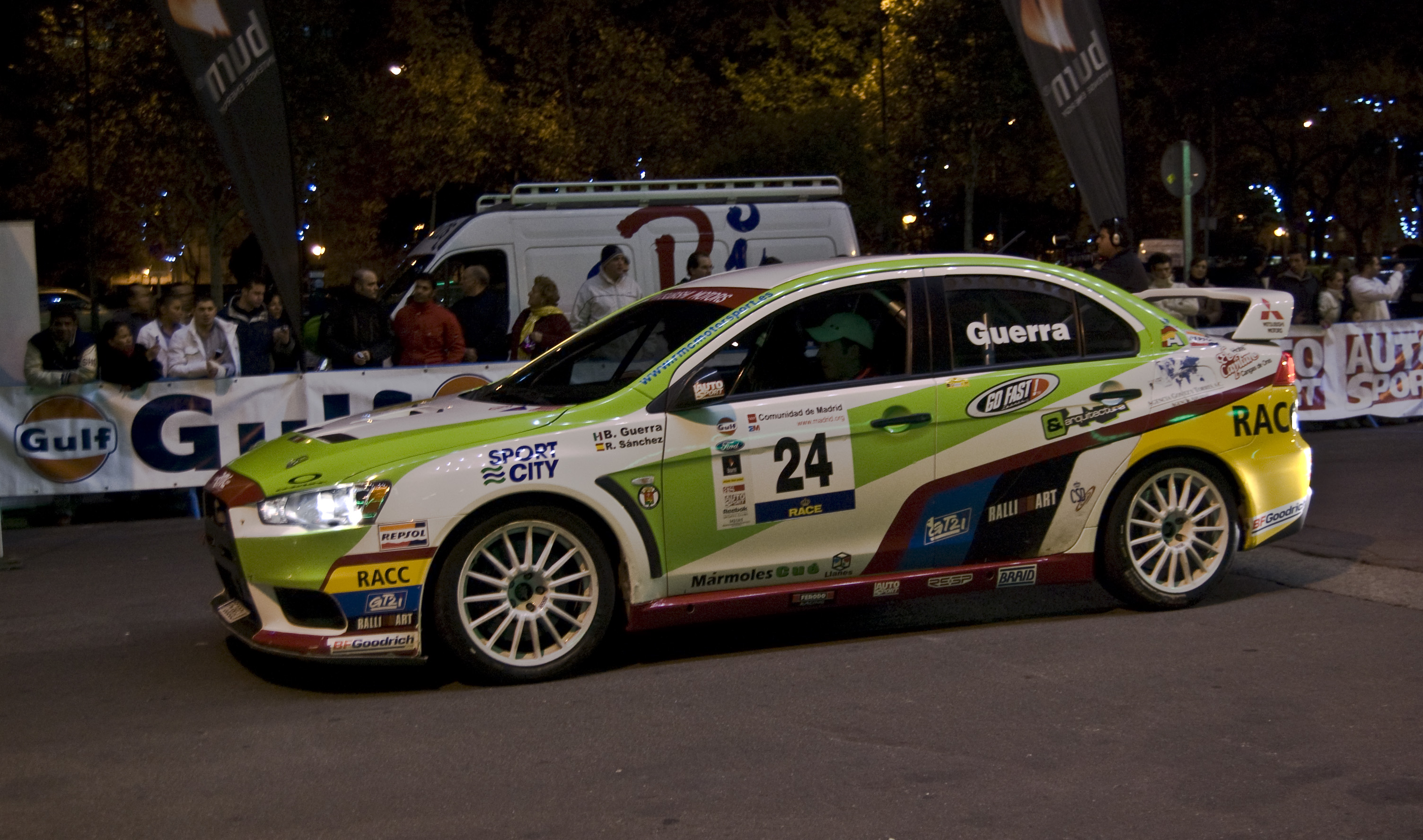
El mexicano Benito Guerra durante la última edición del Shalymar, en 2009.

En 2008 el Shalymar consiguió entrar de nuevo Campeonato de España de Rally cerrando el calendario al igual que lo había hecho en los años 1980. Con un recorrido de 165,86 km contrarreloj y una lista de inscritos donde destacaban los pilotos habituales del certamen. Miguel Ángel Fuster, Luis Monzón, Alberto Hevia o Sergio Vallejo y Enrique García Ojeda, estos dos últimos protagonistas de la cita, que llegaban a Madrid con opciones de adjudicarse el campeonato. Vallejo se impuso en la prueba con su Porsche 997 GT3 RS 3.6 aventajando en un minuto y veinte segundos a Ojeda que fue segundo, puesto que le sirvió para proclamarse campeón de España por primera vez en su carrera. 
Al año siguiente Sergio Vallejo volvió a imponerse en el Shalymar con su Porsche 997 GT3 RS 3.6 aventajando en más de un minuto a su compañero de escudería Xavi Pons, segundo con un Mitsubishi Lancer Evo X. Tercero fue Enrique Ojeda con un Subaru Impreza STi N14
En 2009 la prueba fue descartada del calendario por la RFEDA y en 2010 fue sustituida por el Rally RACE Comunidad de Madrid organizada por el RACE.

## Palmarés
| Año                                            | Edición                               | Piloto                  | Copiloto          | Vehículo                 | Series           |
| ---------------------------------------------- | ------------------------------------- | ----------------------- | ----------------- | ------------------------ | ---------------- |
| 1969                                           | 1.º Trofeo Shalymar                   | José Manuel Lencina     | Caballero         | Mini Cooper S            |                  |
| 1970                                           | 2.º Trofeo Shalymar                   | Manuel Fuertes          | Carlos Fuertes    | SEAT 1430                |                  |
| 1971                                           | 3.º Rally Shalymar                    | Emilio Rodríguez Zapico | J. Zurita         | Proto Chitty             |                  |
| 1972                                           | 4.º Rally Shalymar                    | Lucas Sainz             | Juan Carlos Oroño | Alpine A110-1530         |                  |
| 1973                                           | 5.º Rally Shalymar                    | J. Ignacio Villacieros  | J. Antonio Lobo   | Alpine Renault A110-1600 |                  |
| 1974                                           | 6.º Rally Shalymar                    | León de Cos             | Esther Salas      | Porsche 911 R            |                  |
| 1975                                           | 7.º Rally Shalymar                    | Daniel                  | Caesar            | Mini Cooper              |                  |
| 1976                                           | 8.º Rally Shalymar                    | Jorge de Bagration      | Manuel Barbeito   | Lancia Stratos           |                  |
| 1977                                           | 9.º Rally Shalymar                    | Jorge de Bagration      | Nuria Llopis      | Lancia Stratos           |                  |
| 1978                                           | 10.º Rally Shalymar                   | Eugenio Ortiz           | Susi Cabal        | Chrysler 180             |                  |
| 1979                                           | 11.º Rally Shalymar                   | Jorge de Bagration      | Nuria Llopis      | Lancia Stratos           | España           |
| 1980                                           | 12.º Rally Shalymar                   | Jorge de Bagration      | Nuria Llopis      | Lancia Stratos           | España, Castilla |
| 1981                                           | 13.º Rally Shalymar                   | Jorge de Bagration      | Víctor Sabater    | Lancia Stratos           | Castilla         |
| 1982                                           | 14.º Rally Shalymar                   | Carlos Piñeiro          | Carlos Orozco     | Porsche 911 SC           | España, Castilla |
| 1983                                           | 15.º Rally Shalymar                   | Beny Fernández          | José Luis Sala    | Porsche 911 SC           | España, Castilla |
| Entre 1984 y 2005 se celebró como Rally Valeo. |                                       |                         |                   |                          |                  |
| 2006                                           | 16.º Rally Shalymar - Madrid          | Enrique García Ojeda    | Jordi Barrabés    | Peugeot 206 S1600        |                  |
| 2007                                           | 17.º Rally Shalymar                   | Carlos Sainz            | Luis Moya         | Škoda Fabia WRC          |                  |
| 2008                                           | 18.º Rally Shalymar                   | Sergio Vallejo          | Diego Vallejo     | Porsche 997 GT3 RS 3.6   | CERA             |
| 2009                                           | 19.º Rally Race Shalymar C. de Madrid | Sergio Vallejo          | Diego Vallejo     | Porsche 997 GT3 RS 3.6   | CERA             |
| Referencias                                    |                                       |                         |                   |                          |                  |